# Matthieu Rougé
Dom Matthieu Rougé (Neuilly-sur-Seine, 7 de janeiro de 1966) é um bispo católico francês, bispo de Nanterre.